# Новосёлки (Войниловский сельсовет)
Новосёлки (бел. Навасёлкі) — деревня в составе Войниловского сельсовета Чаусского района Могилёвской области Республики Беларусь.

## История
Упоминается в 1670 году как деревня в Островецком приходе в составе Могилевской волости в Оршанском повете ВКЛ.

## Население
- 2010 год — 15 человек